# Saljoet 7
Saljoet 7 (Russisch: Салют-7) was het laatste ruimtestation uit het Saljoet-programma voordat de Sovjet-Unie begon met de bouw van de Mir. Het ontwerp was sterk gebaseerd op de voorgaande Saljoet 6, maar er waren nog enkele verbeteringen aan uitgevoerd, met name ter bevordering van het comfort voor de bemanning. Zo beschikte het over de mogelijkheid om extra zonnepanelen te bevestigen en had de bemanning aan boord beschikking over een elektrisch fornuis, een koelkast, continu warm water en nieuw ontworpen zittingen.
Behalve kosmonauten uit de Sovjet-Unie en andere Oostblok-landen zijn er in de Saljoet 7 voor het eerst ook ruimtevaarders uit Frankrijk en India aan boord geweest. Naast veel experimenten en observaties heeft men met de laatste Saljoet veel ervaring opgedaan die later bij de Mir van pas zou komen. Op 7 februari 1991 verbrandde de laatste Saljoet in de atmosfeer. Hierbij kwamen brokstukken terecht in onbewoonde gebieden van Chili.

## Missies en bemanning
- Sojoez T-5 - 13 mei t/m 27 augustus 1982
  - Anatoli Berezovoj
  - Valentin Lebedev

- Sojoez T-6 - 24 juni t/m 2 juli 1982 - Interkosmosvlucht
  - Vladimir Dzjanibekov
  - Aleksandr Ivantsjenkov
  - Jean-Loup Chrétien (Frankrijk)

- Sojoez T-7 - 19 augustus t/m 10 december 1982
  - Leonid Popov
  - Aleksandr Serebrov
  - Svetlana Savitskaja

- Sojoez T-8 - 20 t/m 22 april 1983 - Koppeling mislukt
  - Vladimir Titov
  - Gennadi Strekalov
  - Aleksandr Serebrov

- Sojoez T-9 - 27 juni t/m 23 november 1983
  - Vladimir Ljachov
  - Aleksandr Pavlovitsj Aleksandrov

- Sojoez T-10-1 - 26 september 1983 - Lancering afgebroken
  - Vladimir Titov
  - Gennadi Strekalov

- Sojoez T-10 - 8 februari t/m 11 april 1984
  - Leonid Kizim
  - Vladimir Solovjov
  - Oleg Atkov

- Sojoez T-11 - 3 april t/m 2 oktober 1984 - Interkosmosvlucht
  - Joeri Malysjev
  - Gennadi Strekalov
  - Rakesh Sharma (India)

- Sojoez T-12 - 17 t/m 29 juli 1984
  - Vladimir Dzjanibekov
  - Svetlana Savitskaja
  - Igor Volk

- Sojoez T-13 - 6 juni t/m 26 september 1985
  - Vladimir Dzjanibekov
  - Viktor Savinych

- Sojoez T-14 - 17 september t/m 21 november 1985
  - Vladimir Vasjoetin
  - Georgi Gretsjko
  - Aleksandr Volkov

- Sojoez T-15 - 13 maart t/m 16 juli 1986 - Bezocht ook Mir
  - Leonid Kizim
  - Vladimir Solovjov